# Christina Schulte
Christina Schulte (* 20. Dezember 1985) ist eine ehemalige deutsche Fußballspielerin. Die Innenverteidigerin spielte in der Fußball-Bundesliga für den Herforder SV.

## Karriere
Schulte spielte in der Jugend beim SV 06 Oetinghausen und beim SV Sundern. Ab 2001 spielte sie beim Herforder SV, mit dem sie 2006 in die 2. Bundesliga und 2008 in die Bundesliga aufstieg. Am 7. September 2008 kam sie zu ihrem ersten Bundesligaeinsatz. 2011 beendete Schulte ihre Karriere.

## Erfolge
- Aufstieg in die Bundesliga 2008 und 2010